# Higinio
Higinio (Atenas, ¿?-Roma,  c. 140) fue el 9.º papa de la Iglesia católica de 138 a 140.
Filósofo de origen ateniense, durante su pontificado surgieron en Roma doctrinas gnósticas de mano de figuras como Marción, Valentín y Cerdón.
Según el Liber Pontificalis, durante su pontificado organizó las órdenes menores en el clero y definió los grados de la jerarquía eclesiástica que, debido a las persecuciones sufridas con Trajano, Adriano y Antonino Pío, habían terminado confundidas.
La tradición afirma que instauró la figura de los padrinos en el bautismo, con el objeto de que los bautizados fuesen guiados espiritualmente.
Higinio estableció asimismo que todos los templos debían consagrarse y que para su construcción contasen con la autorización de obispo correspondiente.
Aunque no existen fuentes históricas que los fundamenten, está considerado mártir por la Iglesia católica,  celebrándose su festividad el 11 de enero.
Fue sepultado vecino a san Pedro en la Necrópolis vaticana.